# Frank Bremmer
Frank Bremmer (* 1964 in Bad Wildungen) ist ein deutscher Neurobiologe und Hochschullehrer.

## Leben
Der in Bad Wildungen aufgewachsene Bremmer studierte Physik und im Nebenfach Physiologie an der Philipps-Universität Marburg. Promoviert wurde er 1994 in Biologie an der Ruhr-Universität Bochum mit der Arbeit Blickrichtungsabhängige Modulation neuronaler Antworten in visuellen corticalen Arealen des Makaken. In der Folge besetzte er für zwei Jahre eine Post-Doc-Stelle am Collège de France in Paris und im Anschluss daran eine Assistentenstelle am Lehrstuhl für Allgemeine Zoologie und Neurobiologie in Bochum. Nach seiner Bochumer Habilitation in Neurobiologie im Jahr 2000 erhielt er 2001 die Berufung als Professor für Angewandte Physik und Neurophysik an die Marburger Universität, die er annahm.
Seit 1994 ist Bremmer Sprecher des interdisziplinären DFG-Graduiertenkollegs Neuronale Repräsentation und Handlungssteuerung – NeuroAct. Überdies engagierte er sich in der universitären Selbstverwaltung, wo er seit 2009 Direktor des Graduiertenzentrums Lebens- und Naturwissenschaften und zeitgleich Prodekan des Fachbereichs Physik der Philipps-Universität war. Seit dem 15. April 2010 arbeitet Bremmer vorrangig als Vizepräsident für Forschung und Wissenstransfer der Marburger Universität – ein Wahl-Amt – für das er drei Jahre lang verantwortlich sein wird. Zuvor hatte diese Stelle Katharina Krause inne, die seit Februar 2010 Universitätspräsidentin ist.
2023 bekam seine AG Neurophysik an der Philipps-Universität Marburg für den "schlimmsten Tierversuch des Jahres" vom Verein Ärzte gegen Tierversuche e.V. das Herz aus Stein 2023 verliehen.